# Run with U
Run with U – singel azerskiego zespołu muzycznego Mamagama wydany 19 lutego 2025 roku, nakładem wytwórni Beat Music. Kompozycja reprezentowała Azerbejdżan w 69. Konkursie Piosenki Eurowizji (2025). Brzmienie utworu porównywane jest z przebojami muzyki disco zespołów takich jak Daft Punk i Chic.
Azerski nadawca İTV potwierdził chęć uczestnictwa w Konkursie Piosenki Eurowizji w Bazylei 3 sierpnia 2024. W późniejszym czasie poinformowano, że krajowego reprezentanta wyłonią wewnętrzne eliminacje. Zgłoszono do nich 154 piosenki. 4 lutego 2025 ostatecznie wybrano piosenkę Run with U zespołu Mamagama. Oficjalna premiera teledysku miała miejsce 19 lutego 2025 w serwisie YouTube. Utwór został zaprezentowany w pierwszym półfinale jako dziesiąty w kolejności, jednak nie zdołał on awansować do finału.  

## Lista utworów
| Digital download / media strumieniowe | Digital download / media strumieniowe | Digital download / media strumieniowe |
| Nr                                    | Tytuł utworu                          | Długość                               |
| ------------------------------------- | ------------------------------------- | ------------------------------------- |
| 1.                                    | „Run with U”                          | 3:03                                  |